# Pikelinia schiapelliae
Espèce
Pikelinia schiapelliae est une espèce d'araignées aranéomorphes de la famille des Filistatidae.

## Distribution
Cette espèce se rencontre en Argentine dans les provinces de Buenos Aires, d'Entre Ríos et de Santa Fe et en Uruguay,.

## Description
Les mâles mesurent de 1,55 à 2,12 mm et les femelles de 1,61 à 2,93 mm.

## Systématique et taxinomie
Cette espèce a été décrite par Magalhaes en 2024.

## Étymologie
Cette espèce est nommée en l'honneur de Rita Delia Schiapelli.

## Publication originale
- Magalhaes, Hagopián, Laborda, González & Scioscia, 2024 : « Pikelinia schiapelliae, una nueva especie de araña de arenales de Argentina y Uruguay (Araneae: Filistatidae). » Revista del Museo Argentino de Ciencias Naturales, Nueva Serie, vol. 26, no 2, p. 155-169.